# Operatorenrechnung
Unter Operatorenrechnung versteht man in der Elektrotechnik und der Systemtheorie der Nachrichtentechnik verschiedene historisch gewachsene mathematische Kalküle zur Beschreibung des Verhaltens von linearen zeitinvarianten Systemen. Anstelle der „klassischen“ Beschreibung durch Differentialgleichungen und Differentialgleichungssysteme und deren aufwändiger Lösung beschreibt die Operatorenrechnung das Verhalten der elementaren Bauelemente und der komplexen Systeme durch Operatoren und führt damit die Differentialgleichungen auf algebraische Gleichungen zurück. Grundlegend wird in der Applikation heutzutage von Transformationen, wie z. B. der Laplace-, Fourier- oder Z-Transformation, gesprochen.
Mathematisch liegt dabei ein in den Dimensionen endlicher Funktionenvektorraum vor, welcher sich immer auch explizit algebraisch formulieren lässt.
Ein System wird dabei durch den folgenden einfachen algebraischen Zusammenhang beschrieben:
{\displaystyle \mathrm {Wirkung=Systemcharakteristik\star Ursache} }
In allen Operatorenrechnungen verschwindet der Unterschied zwischen den Signalen und den Systemcharakteristiken. Beide werden gleichwertig durch die jeweiligen Operatoren repräsentiert.
Die unterschiedlichen Operatorenrechnungen entstanden in der nachfolgend gegebenen historischen Reihenfolge:

## Die komplexe Wechselstromrechnung
Diese symbolische Methode der Wechselstromrechnung führt (als sogenannte „jω-Rechnung“) den komplexen Widerstandsoperator (und andere) ein, ist aber an stationäre sinusförmige Signale gebunden. Auch die Einführung der komplexen Frequenz in der erweiterten symbolischen Methode kann daran prinzipiell nichts ändern.

## Das Heaviside-Kalkül
Oliver Heaviside erweiterte die symbolische Methode der Wechselstromrechnung empirisch für beliebige Signale, indem er den Differentialoperator {\displaystyle p={\frac {d}{dt}}} einführte und ihn wie eine „normale“ Variable gebrauchte. Diese Heavisidesche Operatorenrechnung führte aber bei der („etwas schwierigen“) Interpretation manchmal (d. h. unter nicht konkret zu spezifizierenden Bedingungen) zu fehlerhaften Ergebnissen und war mathematisch nicht exakt begründet.
Eine Erweiterung und Verallgemeinerung des Heaviside-Kalküls stellt das HY-Kalkül dar.

## Die Laplace-Transformation
Die von Thomas John l'Anson Bromwich, Karl Willy Wagner, John Renshaw Carson und Gustav Doetsch praxistauglich ausgearbeitete Laplace-Transformation versuchte diese Probleme (ausgehend von der Fourier-Transformation) durch eine Funktionaltransformation zu beseitigen. Dazu mussten aber die Menge der beschreibbaren Zeitfunktionen eingeschränkt und zur Begründung verschiedene Grenzwertprobleme gelöst werden. Die Beweisführung der Sätze der Laplace-Transformation ist oft mathematisch „sehr anspruchsvoll“.

## Die Operatorenrechnung nach Mikusiński
Diese algebraisch begründete Operatorenrechnung wurde in den 1950er Jahren vom polnischen Mathematiker Jan Mikusiński entwickelt. Sie baut auf der Heavisideschen Operatorenrechnung auf und begründet diese mit algebraischen Methoden mathematisch exakt neu.
Vorteile der Operatorenrechnung nach Mikusiński
- Ein Operator ist unmittelbar ein mathematisches Modell des Systems.
- Es ist kein Umweg über einen Bildbereich (Frequenzbereich) nötig, sondern man arbeitet immer im Originalbereich (Zeitbereich).
- Konvergenzuntersuchungen und daraus folgende Einschränkungen sind nicht notwendig.
- Die Arbeit mit Distributionen zur Beschreibung des Dirac-Impulses (und ähnlicher Signale) ist nicht nötig.

Nachteile der Operatorenrechnung nach Mikusiński
- Die algebraische Begründung ist mathematisch sehr abstrakt und für wenig algebraisch ausgebildete „praktizierende Ingenieure“ unanschaulich.
- Der Übergang zur praktisch oft benutzten „imaginären Frequenz“ und damit die Spektraldarstellung von Signalen ist nicht sofort offensichtlich.

Deshalb und aufgrund der umfangreichen Literatur ist sowohl in der Praxis der Ingenieurtätigkeit als auch in der Lehre heute noch die Laplace-Transformation die meist angewandte Methode der Operatorenrechnung.

## Diskrete Operatorenrechnungen
Es gibt verschiedene natürliche und technische Systeme, bei denen die von den messbaren (physikalischen, chemischen, biologischen, …) Größen getragene Information nur zu diskreten Zeitpunkten Gültigkeit hat. Das gilt beispielsweise für (digitale) getaktete und (analoge) Abtastsysteme. Die daraus abstrahierten diskontinuierlichen Signale (also Signale mit diskreter Zeit) werden in der Systemtheorie durch Folgen modelliert. Diese treten dann beispielsweise als Eingangs-, Zustands- und Ausgangssignale von Systemen mit diskreter Zeit in Erscheinung. Solche zeitdiskreten Signale und Systeme werden meist durch Differenzengleichungen beschrieben, welche dann zum Zweck der Systemanalyse gelöst werden müssen. Sind diese zeitdiskreten Systeme linear und zeitinvariant, dann bietet es sich an, zur Lösung der Differenzengleichungen eine diskrete Operatorenrechnung zu verwenden – analog der oben genannten „kontinuierlichen“ Operatorenrechnungen zur Lösung von Differentialgleichungen.
Typische Verfahren sind die Fouriertransformation für zeitdiskrete Signale, die diskrete Fourier-Transformation, die diskrete Laplace-Transformation, die z-Transformation und die D- bzw. Zeta-Transformation. Insbesondere bei letztgenannten Transformationen werden die Folgen durch formale Potenzreihen bzw. ihre erzeugenden Funktionen in „Operatorform“ beschrieben.
Äquivalent zur Operatorenrechnung nach Mikusiński für stetige Signale gibt es eine entsprechende algebraische Begründung für diskrete Signale. Diese beruht auf der diskreten Faltung als Multiplikation des Folgenrings, der Definition eines speziellen Operators (beispielsweise {\displaystyle d=[0,1,0,0,\dots ]}) und der Konstruktion des Quotientenkörpers der Folgen.

### Fachbücher
- Alfred Mertins: Signaltheorie: Grundlagen der Signalbeschreibung, Filterbänke, Wavelets, Zeit-Frequenz-Analyse, Parameter- und Signalschätzung. Springer Fachmedien Wiesbaden, Wiesbaden 2020, ISBN 978-3-658-29647-6, doi:10.1007/978-3-658-29648-3.
- Helmut Ulrich, Stephan Ulrich: Laplace-Transformation, Diskrete Fourier-Transformation und z-Transformation: Grundlagen und Anwendungen zu Elektrotechnik, Informatik, Kommunikations- und Regelungstechnik. Springer Fachmedien Wiesbaden, Wiesbaden 2022, ISBN 978-3-658-31876-5, doi:10.1007/978-3-658-31877-2.

### Historische Werke
- Jan Mikusiński: Operatorenrechnung. Deutscher Verlag der Wissenschaften, Berlin 1957.
- F. H. Lange: Signale und Systeme. Band 1: Spektrale Darstellung. Verlag Technik, Berlin 1965.
- Friedmar Stopp: Operatorenrechnung. Vieweg+Teubner Verlag, Wiesbaden 1992, ISBN 978-3-8154-2030-0, doi:10.1007/978-3-663-10952-5.
- Gerhard Wunsch: Geschichte der Systemtheorie. Akademie-Verlag, Leipzig 1985.